# Exocentrus ulmicola
Exocentrus ulmicola är en skalbaggsart som beskrevs av Holzschuh 2007. Exocentrus ulmicola ingår i släktet Exocentrus och familjen långhorningar. Inga underarter finns listade i Catalogue of Life.